# Club Atlético Tigre 1931
Questa voce raccoglie le informazioni riguardanti il Club Atlético Tigre nelle competizioni ufficiali della stagione 1931. La squadra giunse al 16º posto ed ebbe il proprio cannoniere in Bernabè Ferreyra autore di 20 reti.

## Maglie e sponsor
| Manica sinistra · Maglietta · Maglietta · Manica destra · Pantaloncini · Calzettoni |

## Rosa
| N. |                      | Ruolo | Calciatore        |
| -- | -------------------- | ----- | ----------------- |
|    | Argentina (bandiera) | P     | Rolando Girola    |
|    | Argentina (bandiera) | P     | Lorenzo Savarro   |
|    | Argentina (bandiera) | P     | José Spadazzi     |
|    | Argentina (bandiera) | D     | Ángel Azcárate    |
|    | Argentina (bandiera) | D     | Luis Carmona      |
|    | Argentina (bandiera) | D     | Alberto Cuello    |
|    | Argentina (bandiera) | D     | César Giulidori   |
|    | Argentina (bandiera) | D     | Domingo Peirano   |
|    | Argentina (bandiera) | D     | Juan Roncadi      |
|    | Argentina (bandiera) | C     | Mamerto Aldana    |
|    | Argentina (bandiera) | C     | Aquiles Baglietto |
|    | Argentina (bandiera) | C     | Patricio Brady    |
|    | Argentina (bandiera) | C     | Alfonso Noain     |
|    | Argentina (bandiera) | C     | Emilio Ramos      |
|    | Argentina (bandiera) | C     | Luis Solezzi      |
|    | Argentina (bandiera) | C     | Adolfo Zumelzú    |

| N. |                      | Ruolo | Calciatore            |
| -- | -------------------- | ----- | --------------------- |
|    | Argentina (bandiera) | A     | Juan Alissio          |
|    | Argentina (bandiera) | A     | Matías Barber         |
|    | Argentina (bandiera) | A     | Santiago Belardinelli |
|    | Argentina (bandiera) | A     | Juan Campos           |
|    | Argentina (bandiera) | A     | Bernabé Ferreyra      |
|    | Argentina (bandiera) | A     | Julio Gandulfo        |
|    | Argentina (bandiera) | A     | Guillermo Haedo       |
|    | Argentina (bandiera) | A     | Juan Carlos Haedo     |
|    | Argentina (bandiera) | A     | Ignacio Juárez        |
|    | Argentina (bandiera) | A     | Bibiano Lorenzo       |
|    | Argentina (bandiera) | A     | Gregorio Maidana      |
|    | Argentina (bandiera) | A     | Roberto Olmo          |
|    | Argentina (bandiera) | A     | Domingo Pérez         |
|    | Argentina (bandiera) | A     | Carmelo Sarlanga      |
|    | Argentina (bandiera) | A     | Roberto Tiseira       |
|    | Argentina (bandiera) | A     | Jesús Uria            |

## Statistiche

### Statistiche di squadra
| Competizione | Punti | Totale | Totale | Totale | Totale | Totale | Totale |
| Competizione | Punti | G      | V      | N      | P      | Gf     | Gs     |
| ------------ | ----- | ------ | ------ | ------ | ------ | ------ | ------ |
| Campionato   | 23    | 34     | 8      | 7      | 19     | 47     | 70     |
| Totale       | 23    | 34     | 8      | 7      | 19     | 47     | 70     |